# Lapp Insulator
Lapp Insulator este o companie producătoare de izolatori din porțelan de medie și înaltă tensiune din Statele Unite.
Divizia europeană a grupului american, compania Lapp Insulator GmbH&Co.KG cu sediul în localitatea Wunsiedel din Germania, producător de izolatori din porțelan și compozit pentru liniile de transport al energiei electrice, a achiziționat în anul 2008 punctele de lucru ale producătorului de izolatori din porțelan de medie și înaltă tensiune Argillon 
din Redwitz, Germania, Jedlina Zdroj, Polonia și Turda, România.
În anul 2014, Lapp Group avea aproximativ 3.200 de angajați în întreaga lume, deținând 18 fabrici, peste 40 de firme proprii de vânzări și având în plus peste 100 de parteneri externi pentru distribuție.

## Lapp Insulator în România
Compania deține o fabrică la Turda, preluată în decembrie 2008.
Înainte de preluare, fabrica de la Turda, producătoare de izolatori din porțelan de medie și înaltă tensiune, se numea Argillon Romania și făcea parte din grupul Argillon GmbH din Germania.
Concernul german Argillon a achiziționat fabrica din Turda în anul 2004.
Înaintea preluării, fabrica se numea Izocer și exista pe piață din anul 1991.
Fabrica din Turda produce peste 100 de tipuri de izolatori de înaltă tensiune, are 417 angajați, și a realizat o cifră de afaceri de 12 milioane euro în anul 2008.
Cifra de afaceri:
- 2013: 27,5 milioane lei[2]
- 2009: 8,6 milioane euro[4]
- 2008: 12 milioane euro[1]